# Eugène Poubelle
Eugène-René Poubelle (Caen, 15 aprile 1831 – Parigi, 15 luglio 1907) è stato un funzionario, avvocato e diplomatico francese.
Ricoprì il ruolo di prefetto della Senna per il comune di Parigi.
Introdusse nel 1884 a Parigi dei contenitori per rifiuti in stagno e ne rese il suo uso obbligatorio. Questa invenzione fu così innovativa all'epoca che il cognome di Poubelle divenne sinonimo di bidoni dei rifiuti (la poubelle in francese) ed è la parola francese più comune per bidone.